# Coonterunah Pool
Der Coonterunah Pool ist ein See im Nordwesten des australischen Bundesstaates Western Australia. 
Der See liegt im Verlauf des East Strelley River.